# سواستوپول (ایندیانا)
سواستوپول (به انگلیسی: Sevastopol) یک منطقهٔ مسکونی در ایالات متحده آمریکا است که در شهرستان کسیوسکو، ایندیانا واقع شده‌است. سواستوپول ۲۶۷٫۹۲ متر بالاتر از سطح دریا واقع شده‌است.